# نورما مورا
نورما مورا (بالإسبانية: Norma Mora)‏ هي ممثلة مكسيكية، ولدت في 1943 بمدينة مكسيكو في المكسيك.

## وصلات خارجية
- نورما مورا على موقع IMDb (الإنجليزية)
- نورما مورا على موقع أول موفي (الإنجليزية)
- نورما مورا على موقع قاعدة بيانات الفيلم (الإنجليزية)
- نورما مورا على موقع كينوبويسك (الروسية)